# Мигуел Овиједо
Мигуел Ангел Овиједо (рођен 12. октобра 1950. године у Кордоби ) је аргентински бивши фудбалски везњак који је био део аргентинске репрезентације која је освојила Светско првенство 1978. године 
Овиједо је играо целу клупску каријеру у аргентинској лиги, почевши од Институто де Кордоба 1973. године.
1974. године потписао је за локалног супарника Института, Талерес де Кордоба. Током следећих осам година Талерес је био један од најјачих тимова у Аргентини, стигли су до неколико полуфинала на Националним првенствима и изгубили су финале 1977. године по правилу гостујућих голова од Индепендијентеа.
Године 1983. Овиједо се придружио Индепендијентеу, помажући тиму да у својој првој сезони са клубом освоји титулу Метрополитано док је у својој другој сезони освојио Копа Либертадорес.
1986. године Овиједо се вратио у Талерес, али након једне сезоне у Кордоби вратио се у Буенос Ајрес како би играо за Депортиво Арменио. Остао је с клубом од 1987. до 1992. године, упркос њиховом испадању из Примере 1989. године.
Овиједо је играо за клуб Атлетико Лос Андес из аргентинске 3. дивизије између 1992. и његовог пензионисања 1993. године. 

## Трофеји

### Клуб
Индепендијенте
- Прва лига Аргентине : Метрополитано 1983
- Копа Либертадорес : 1984

### Репрезентативни
Аргентина
- ФИФА Светски куп : 1978